# Gneu Fulvi Centumal (cònsol 229 aC)
Gneu Fulvi Centumal (en llatí Cneus Fulvius CN. F. CN. N. Centumalus) va ser un magistrat romà. Formava part de la gens Fúlvia, i era de la família dels Centumal, d'origen plebeu.
Va ser elegit cònsol l'any 229 aC junt amb Luci Postumi Albí.
Després de la Primera Guerra Púnica, la república romana va bolcar la seva activitat militar en intentar erradicar la pirateria que assolava el mar Adriàtic. Darrere d'aquests actes que feien perillar les rutes comercials dels romans hi havia la Reina Teuta, senyora d'Il·líria. Quan els romans van intentar entaular negociacions amb ella mitjançant la tramesa d'ambaixadors, Teuta va donar ordre de matar-los, i això va provocar la Primera Guerra Il·líria entre el 229 aC i el 228 aC. Durant la guerra, Luci Postumi Albí i Gneu Fulvi Centumal, al capdavant d'un exèrcit, van aconseguir vèncer els il·liris sense trobar gaire resistència i van dispersar les forces de la reina Teuta, la qual es va retirar amb un grup de fidels a una fortalesa anomenada Risan. Els romans van convertir una gran part del territori en un protectorat romà i van coronar Demetri de Faros a fi que controlés la Reina Teuta. Centumal va tornar a Roma amb bona part de les forces de terra i navals, deixant a Albí amb 40 vaixells i una part de l'exèrcit. Li van ser concedits els honors del triomf, la primera vegada que s'obtenien aquestos honors contra els il·liris.